# Thyou (departamento)
Thyou é um departamento ou comuna da província de Boulkiemdé no Burkina Faso. A sua capital é a cidade de Thyou.
Em 1 de julho de 2018 tinha uma população estimada em 34487 habitantes.